# میا گاث
میا جیپسی مِلو دا سیلوا گاث (انگلیسی: Mia Gypsy Mello da Silva Goth؛ زادهٔ ۲۵ اکتبر ۱۹۹۳) بازیگر انگلیسی است. او حرفهٔ مدلینگ را در حالی که یک نوجوان بود آغاز کرد، و نخستین فیلم سینمایی وی نیمفومانیاک اثر لارس فون تریه در سال ۲۰۱۳ بود. او سپس با بازی در فیلم‌های مانند مصمم به بقا (۲۰۱۵)، حیات والا (۲۰۱۸)، سوسپیریا (۲۰۱۸) و اما (۲۰۲۰) به شهرت بیشتری دست یافت.
گاث در سال ۲۰۲۲ با بازی در نقش اصلی قسمت‌های مجموعهٔ سینمایی اسلشر ایکس، متشکل از ایکس و پرل (که یکی از نویسندگان آن بود) به بازیگری نقش اول تبدیل شد. او سال بعد در فیلم وحشت استخر بی‌انتها به ایفای نقش پرداخت.

## اوایل زندگی
گاث در بیمارستان گایز در لندن، انگلستان به دنیا آمد. مادر او برزیلی و پدرش کانادایی است که اصالتاً اهل نوا اسکوشیا است. پدربزرگ مادری او هنرمند یهودی-آمریکایی لی جافه و مادربزرگ مادری او بازیگر برزیلی ماریا گلدیس است.
خانوادهٔ گاث زمانی که او چند هفته سن داشت به برزیل نقل مکان کرد، زیرا مادرش که در آن زمان ۲۰ سال داشت برای بزرگ‌کردن او به کمک خانواده نیاز داشت. آنها در پنج‌سالگیِ او به بریتانیا بازگشتند و در ده‌سالگی برای مدت کوتاهی به زادگاه پدری‌اش در کانادا نقل مکان کردند. در آنجا، او در یک سال تحصیلی به ۹ مدرسه رفت. گاث گفت که دوره‌ای که آنها سعی کردند با پدرش زندگی کنند بسیار سخت بود. هنگامی که او دوازده ساله بود با مادرش در جنوب شرقی لندن ساکن شد، جایی که او در دبیرستان تحصیل کرد.

## حرفه
زمانی که گاث ۱۴ ساله بود، در جشنواره زیر سن در لندن توسط عکاس مد جما بوث کشف شد که او را با مدیریت استورم قرارداد. او متعاقباً در تبلیغات وگ و میو میو ظاهر شد. او در ۱۶ سالگی شروع به تست بازیگری برای فیلم کرد و پس از پایان فرم ششم، اولین نقش خود را در فیلم نیمفومانیاک اثر لارس فون تریه (۲۰۱۳) به همراه شارلوت گنسبور و ویلم دفو در بخش «اسلحه» بدست آورد. گاث نقش سوفی کمبل را در قسمتی از سریال درام جنایی تونل از اسکای آتلانتیک بازی کرد.
در سال ۲۰۱۴، او در موزیک ویدیو «آینده بدون حد» برای هانتد لاو به کارگردانی شایا لباف ظاهر شد. او سپس در فیلم کوتاه مقدماتی مگ پای به کارگردانی استیون فینگلتون با مارتین مک‌کان ظاهر شد. در سال ۲۰۱۵، گاث نقش اصلی میلجا را در تریلر پسا آخرالزمانی مصمم به بقا به کارگردانی فینگلتون ایفا کرد، پس از آن نقش مگ وترز را در فیلم حادثه‌ای-مهیج اورست (۲۰۱۵) به کارگردانی بالتاسار کورماکور، و هانا هلمکویست را در قسمتی از سریال جنایی والاندر از بی‌بی‌سی وان بازی کرد.
او همچنین در فیلم ترسناک درمانی برای سلامتی (۲۰۱۶) به کارگردانی گور وربینسکی ظاهر شد و در بازسازی لوکا گوادانینو از سوسپیریا (۲۰۱۸) و فیلم معمایی علمی تخیلی حیات والا (۲۰۱۸) به کارگردانی کلر دنیس نقش‌های مکمل داشت. گاث در فیلم کوتاه گوادانینو دختر تعجب‌آور (۲۰۱۹) و فیلم کمدی رمانتیک اما (۲۰۲۰) ظاهر شد. او همچنین در فیلم درام اکشن کارن سینوره می دی (۲۰۲۱) با گریس ون پتن و جولیت لوئیس بازی کرد.
گاث با بازی در فیلم اسلشر ایکس از تی وست که در مارس ۲۰۲۲ اکران شد با تحسین منتقدان روبرو شد. او برای نقش‌هایش به‌عنوان قهرمان اصلی ماکسین مینکس و آنتاگونیست پرل تحسین شد و وست اظهار داشت: «او شخصیت‌ها و دوگانگی ماکسین و پرل را را به خوبی درک می‌کرد.» او سپس در فیلم پیش‌درآمد پرل ظاهر شد که فیلمنامهٔ آن را نیز با همکاری تی وست نوشت. گاث در دنباله‌ای بر فیلم ایکس با عنوان ماکسین ظاهر شد.

## زندگی شخصی
گاث در سال ۲۰۱۲ با هنرپیشه آمریکایی شایا لباف در حین بازی در فیلم نیمفومانیاک آشنا شد. در ۱۰ اکتبر ۲۰۱۶، گاث و لابوف ظاهراً در مراسمی در لاس وگاس که توسط یک متقلد الویس برگزار شد، ازدواج کردند. دو روز بعد، یکی از مقامات محلی ادعا کرد که این زوج به‌طور قانونی ازدواج نکرده‌اند، اما در عوض یک مراسم تعهد انجام شده‌است. اواخر همان ماه، لباف ازدواج خود را در نمایش الن دی جنرس تأیید کرد. در سپتامبر ۲۰۱۸، اعلام شد که این زوج از هم جدا شده‌اند و درخواست طلاق داده‌اند. با این حال، در فوریه ۲۰۲۲، گزارش شد که گاث اولین فرزند خود را باردار است. در مارس ۲۰۲۲، گاث دختر خود را به دنیا آورد.

## فیلم‌شناسی

### فیلم
| سال  | عنوان              | نقش                | یادداشت‌ها    | منبع   |
| ---- | ------------------ | ------------------ | ------------ | ------ |
| ۲۰۱۳ | نیمفومانیاک        | پی                 |              | [ ۲۷ ] |
| ۲۰۱۴ | مگ‌پای              | دختر               | فیلم کوتاه   | [ ۲۸ ] |
| ۲۰۱۵ | مصمم به بقا        | میلجا              |              | [ ۲۷ ] |
| ۲۰۱۵ | اورست              | مگ وترز            |              | [ ۲۹ ] |
| ۲۰۱۷ | درمانی برای سلامتی | هانا فون رایشمرل   |              | [ ۲۹ ] |
| ۲۰۱۷ | ماروبون            | جین ماروبون        |              | [ ۳۰ ] |
| ۲۰۱۸ | سوسپیریا           | سارا سیمز          |              | [ ۳۰ ] |
| ۲۰۱۸ | حیات والا          | بویزه              |              | [ ۳۱ ] |
| ۲۰۱۹ | دختر تعجب‌آور       | فرانچسکا جوان      | فیلم کوتاه   | [ ۳۲ ] |
| ۲۰۲۰ | اما                | هریت اسمیت         |              | [ ۳۳ ] |
| ۲۰۲۱ | می‌دی               | مارشا/عروس         |              | [ ۳۴ ] |
| ۲۰۲۲ | خانه               | میبل               | صداپیشه      | [ ۳۵ ] |
| ۲۰۲۲ | ایکس               | ماکسین مینکس / پرل |              | [ ۳۶ ] |
| ۲۰۲۲ | پرل                | پرل                |              | [ ۳۷ ] |
| ۲۰۲۳ | استخر بی‌انتها      | گابی               |              | [ ۳۸ ] |
| ۲۰۲۴ | ماکسین             | ماکسین مینکس       |              | [ ۳۹ ] |
| ۲۰۲۵ | فرانکشتاین         | TBA                | پس تولید     |        |
| ۲۰۲۶ | ادیسه              | TBA                | در حال تولید | [ ۴۰ ] |

| به آثاری اشاره دارد که در حال حاضر منتشر نشده‌اند | به آثاری اشاره دارد که در حال حاضر منتشر نشده‌اند |

### تلویزیون
| سال  | هنوان   | نقش           | یادداشت‌ها             | منبع   |
| ---- | ------- | ------------- | --------------------- | ------ |
| ۲۰۱۳ | تونل    | سوفی کمبل     | نقش مهمان؛ ۳ قسمت     | [ ۴۱ ] |
| ۲۰۱۵ | والاندر | هانا هلمکویست | اپیزود: «درسی در عشق» | [ ۴۲ ] |

## جایزه‌ها و نامزدی‌ها
| سال  | جایزه                                       | رده                                                                            | اثر         | نتیجه     | منبع   |
| ---- | ------------------------------------------- | ------------------------------------------------------------------------------ | ----------- | --------- | ------ |
| ۲۰۱۵ | جوایز فیلم ایندیپندنت بریتانیا              | آتیه‌دارترین تازه‌وارد                                                           | مصمم به بقا | نامزدشده  |        |
| ۲۰۱۹ | جشنواره فیلم جزیره فارو                     | بهترین اجرای گروه بازیگران                                                     | سوسپیریا    | نامزدشده  |        |
| ۲۰۱۹ | جایزه ایندیپندنت اسپیریت                    | جایزه رابرت آلتمن (با گروه بازیگران، کارگردان و خدمه فیلم به اشتراک گذاشته شد) | سوسپیریا    | برنده     |        |
| ۲۰۲۲ | انجمن منتقدان هالیوود                       | بهترین بازیگر زن                                                               | ایکس        | نامزدشده  | [ ۴۳ ] |
| ۲۰۲۲ | جایزه سینمایی و تلویزیونی ام‌تی‌وی            | ترسناک‌ترین اجرا                                                                | ایکس        | نامزدشده  | [ ۴۴ ] |
| ۲۰۲۲ | انجمن روزنامه‌نگاران فیلم ایندیانا           | بهترین بازیگر نقش اول                                                          | ایکس        | نامزدشده  | [ ۴۵ ] |
| ۲۰۲۲ | انجمن روزنامه‌نگاران فیلم ایندیانا           | بهترین بازیگر نقش اول                                                          | پرل         | نامزدشده  | [ ۴۵ ] |
| ۲۰۲۲ | انجمن منتقدان فیلم شیکاگو                   | بهترین بازیگر زن                                                               | پرل         | نامزدشده  | [ ۴۶ ] |
| ۲۰۲۲ | انجمن منتقدان فیلم وسترن بزرگ نیویورک       | بهترین بازیگر زن                                                               | پرل         | نامزدشده  | [ ۴۷ ] |
| ۲۰۲۲ | انجمن آنلاین منتقدان فیلم زن                | عملکرد موفقیت‌آمیز                                                              | پرل         | نامزدشده  | [ ۴۸ ] |
| ۲۰۲۲ | سیجس - جشنواره بین‌المللی فیلم کاتالونیا     | بهترین بازیگر زن                                                               | پرل         | برنده     |        |
| ۲۰۲۲ | انجمن منتقدان فیلم سنت لوئیس                | بهترین بازیگر زن                                                               | پرل         | نامزدشده  | [ ۴۹ ] |
| ۲۰۲۲ | جوایز فیلم سانست سیرکل                      | بهترین بازیگر زن                                                               | ایکس / پرل  | نامزدشده  |        |
| ۲۰۲۲ | جوایز انجمن منتقدان فیلم یوتا               | جایزه وایس/مارتین                                                              | پرل         | نامزدشده  |        |
| ۲۰۲۳ | انجمن منتقدان فیلم آستین                    | بهترین بازیگر زن                                                               | پرل         | نامزدشده  | [ ۵۰ ] |
| ۲۰۲۳ | منتقدان مستقل شیکاگو                        | بهترین بازیگر زن                                                               | پرل         | نامزدشده  | [ ۵۱ ] |
| ۲۰۲۳ | منتقدان مستقل شیکاگو                        | هنرمند موفق                                                                    | پرل         | نامزدشده  | [ ۵۱ ] |
| ۲۰۲۳ | انجمن منتقدان فیلم کلمبوس                   | بهترین بازیگر نقش اول                                                          | پرل         | نامزدشده  | [ ۵۲ ] |
| ۲۰۲۳ | انجمن منتقدان فیلم کلمبوس                   | بازیگر سال (برای مجموعه‌ای از آثار)                                             | ایکس / پرل  | نامزدشده  | [ ۵۲ ] |
| ۲۰۲۳ | جوایز سوپر انتخاب منتقدان                   | بهترین بازیگر زن در فیلم ترسناک                                                | پرل         | برنده     | [ ۵۳ ] |
| ۲۰۲۳ | جوایز سوپر انتخاب منتقدان                   | بهترین شرور در یک فیلم (در نقش «پرل»)                                          | پرل         | برنده     | [ ۵۳ ] |
| ۲۰۲۳ | انجمن منتقدان فیلم دنور                     | بهترین بازیگر زن                                                               | پرل         | نامزدشده  | [ ۵۴ ] |
| ۲۰۲۳ | جوایز منتقدان دیسکاسینگ‌فیلم                 | بهترین بازیگر زن                                                               | پرل         | نامزدشده  | [ ۵۵ ] |
| ۲۰۲۳ | جوایز دوریان                                | بهترین اجرای فیلم سال                                                          | پرل         | در انتظار | [ ۵۶ ] |
| ۲۰۲۳ | GALECA: انجمن منتقدان سرگرمی ال‌جی‌بی‌تی‌کیو    | بهترین اجرای فیلم سال                                                          | پرل         | نامزدشده  |        |
| ۲۰۲۳ | جوایز فیلم دربی طلایی                       | بازیگر نقش اول زن                                                              | پرل         | نامزدشده  | [ ۵۷ ] |
| ۲۰۲۳ | انجمن منتقدان فیلم هاوایی                   | بهترین بازیگر زن                                                               | پرل         | برنده     | [ ۵۸ ] |
| ۲۰۲۳ | جایزه ایندیپندنت اسپیریت                    | بهترین بازیگر نقش اول                                                          | پرل         | نامزدشده  | [ ۵۹ ] |
| ۲۰۲۳ | جوایز فیلم انجمن روزنامه‌نگاران سرگرمی لاتین | بهترین بازیگر نقش اول زن                                                       | پرل         | نامزدشده  |        |
| ۲۰۲۳ | انجمن منتقدان فیلم شهر موسیقی               | بهترین بازیگر زن                                                               | پرل         | نامزدشده  | [ ۶۰ ] |
| ۲۰۲۳ | انجمن منتقدان فیلم کارولینای شمالی          | بهترین بازیگر زن                                                               | پرل         | نامزدشده  | [ ۶۱ ] |
| ۲۰۲۳ | انجمن فیلم داکوتای شمالی                    | بهترین بازیگر زن                                                               | پرل         | نامزدشده  | [ ۶۲ ] |
| ۲۰۲۳ | جامعه آنلاین منتقدان فیلم                   | بهترین بازیگر زن                                                               | پرل         | نامزدشده  | [ ۶۳ ] |
| ۲۰۲۳ | انجمن منتقدان پورتلند                       | بهترین بازیگر نقش اول زن                                                       | پرل         | نامزدشده  | [ ۶۴ ] |
| ۲۰۲۳ | حلقه منتقدان فیلم منطقه خلیج سانفرانسیسکو   | بهترین بازیگر زن                                                               | پرل         | نامزدشده  | [ ۶۵ ] |
| ۲۰۲۳ | انجمن منتقدان فیلم سیاتل                    | انجمن منتقدان فیلم سیاتل                                                       | پرل         | نامزدشده  | [ ۶۶ ] |
| ۲۰۲۳ | انجمن منتقدان فیلم سیاتل                    | بهترین شرور                                                                    | ایکس / پرل  | نامزدشده  | [ ۶۶ ] |

### یادداشت
1. ↑  سوابق تولد بریتانیا برای گاث فقط اشاره می‌کند که او در سه ماه آخر سال ۱۹۹۳ به دنیا آمده‌است، به این معنی که تاریخ تولد او می‌تواند هر تاریخی بین ۱ اکتبر و ۳۱ دسامبر ۱۹۹۳ باشد.[۱]
2. ↑  A Lesson in Love